# Centro Presidencial de Operaciones de Emergencia (Estados Unidos)

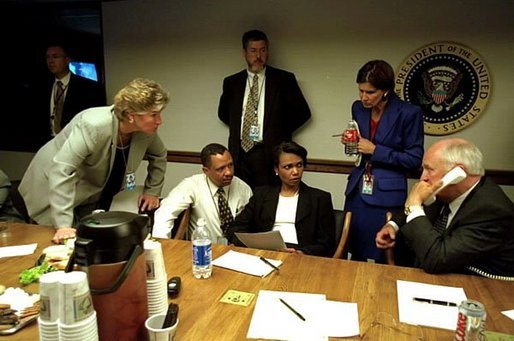
La sala del PEOC, 11 de septiembre de 2001.

El Centro Presidencial de Operaciones de Emergencia (PEOC, por sus siglas en inglés), es una estructura subterránea de dos plantas tipo búnker con acceso desde dos ascensores que se sitúa en el ala este de la Casa Blanca de los Estados Unidos de América. Originalmente fue construida por la Administración del presidente Roosevelt durante la Segunda Guerra Mundial. Está asegurado para resistir un ataque nuclear, y en los casos más extremos el presidente sería evacuado de Washington D. C.
Durante los atentados del 11 de septiembre de 2001, el centro fue ocupado por el vicepresidente Dick Cheney, su esposa Lynne Cheney, secretario de Estado de los Estados Unidos Condoleezza Rice, Mary Matalin, Lewis "Scooter" Libby, Joshua Bolten, Karen Hughes, Stephen Hadley, David Addington, y agentes del Servicio Secreto.
- Datos: Q14539727
- Multimedia: Presidential Emergency Operations Center / Q14539727